# 金溪县
金溪县是中华人民共和国江西省的一个县级行政区，位于江西省东部的抚州市，東與資溪縣、貴溪市交界，南和南城縣接壤，西與臨川區毗鄰，北與東鄉區、鷹潭市餘江區為鄰、县城秀谷镇。

## 历史
北宋淳化五年（公元994年）建县，隶属抚州，至今已经1000多年。

## 地理
金溪位于鄱阳湖平原与武夷山交界处，地势东南高西北低。最高峰出云峰，海拔1233米。

## 交通
县城位于 316国道、 206国道交汇点，距离南昌150公里，临川47公里，鹰潭48公里。 

## 行政区划
金溪县下辖8个镇、5个乡：
秀谷镇、浒湾镇、双塘镇、何源镇、合市镇、琅琚镇、左坊镇、对桥镇、黄通乡、陆坊乡、陈坊积乡、琉璃乡、石门乡和华侨农场。

## 人口
金溪县常住人口为253828人，男性人口占比52.19%，女性人口占比47.81%，年龄结构中0-14岁占比24%，15-59岁占比59.68%，60岁以上占比16.33%，65岁以上占比11.19%。

## 物产
金溪的石墨矿是中国南部最丰富的，除石墨外还有重晶石、珍珠岩、瓷土、玛瑙等矿产。
拥有蜜梨、茶叶、柑橘等经济作物林，食品特产有浒湾贡面、金溪藕丝糖、疏山金桔等。

## 經濟
2020年，金溪縣全年完成地區生產總值95.89億元，按可比價格計算，比2019年增長3.9%。分產業看，第一產業實現增加值14.07億元，同比增長2%；第二產業實現增加值30.67億元，同比增長2%，其中：工業增加值24.16億元，同比增長0.9%；第三產業增加值51.15億元，同比增長5.6%；三次產比為14.7:32.0:53.3。

## 风景名胜
- 县城秀谷镇及周边
  - 仰山书院（江西省重点文物保护单位）
  - 水门庙

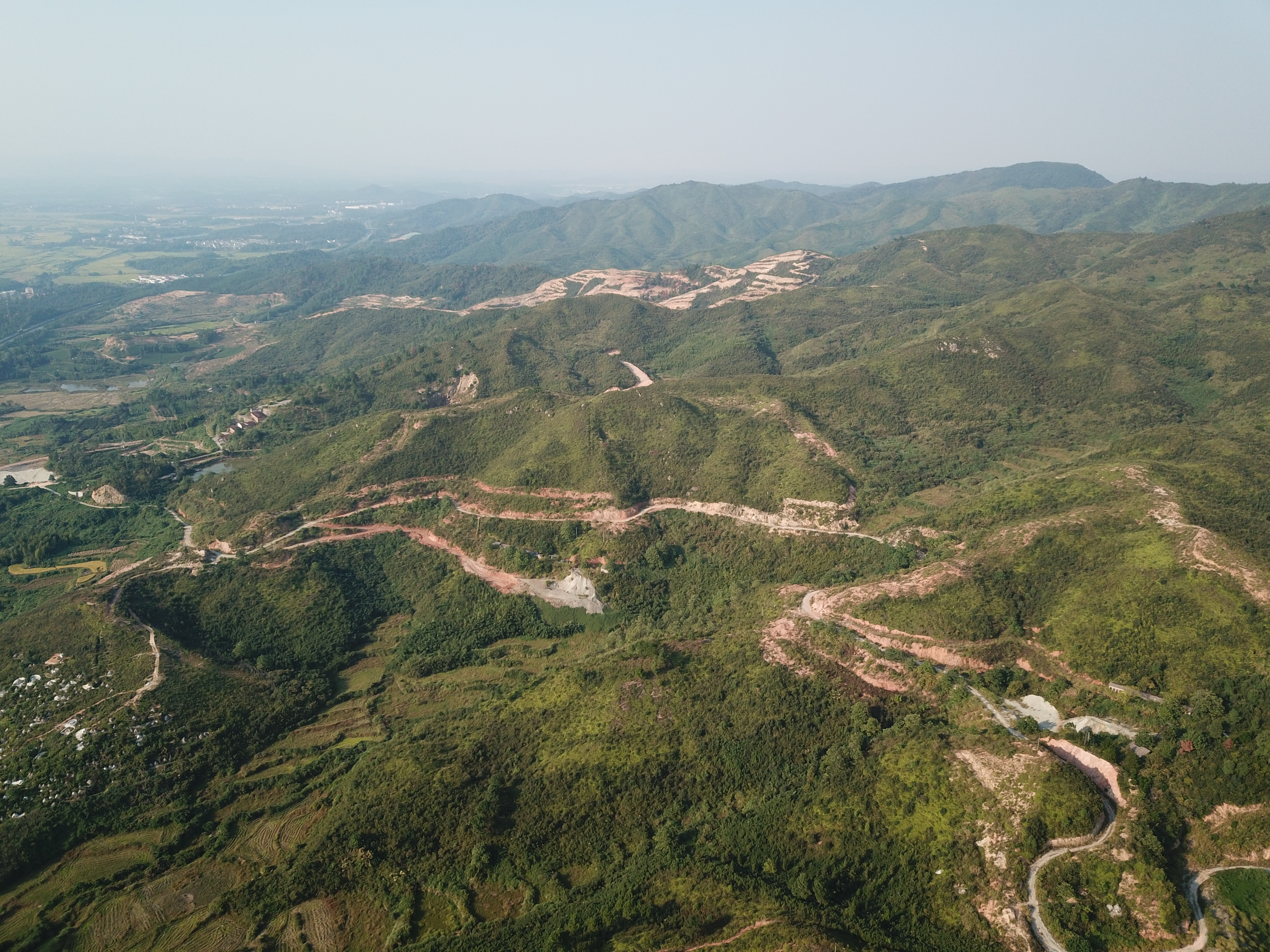
宝山金银矿治遗址

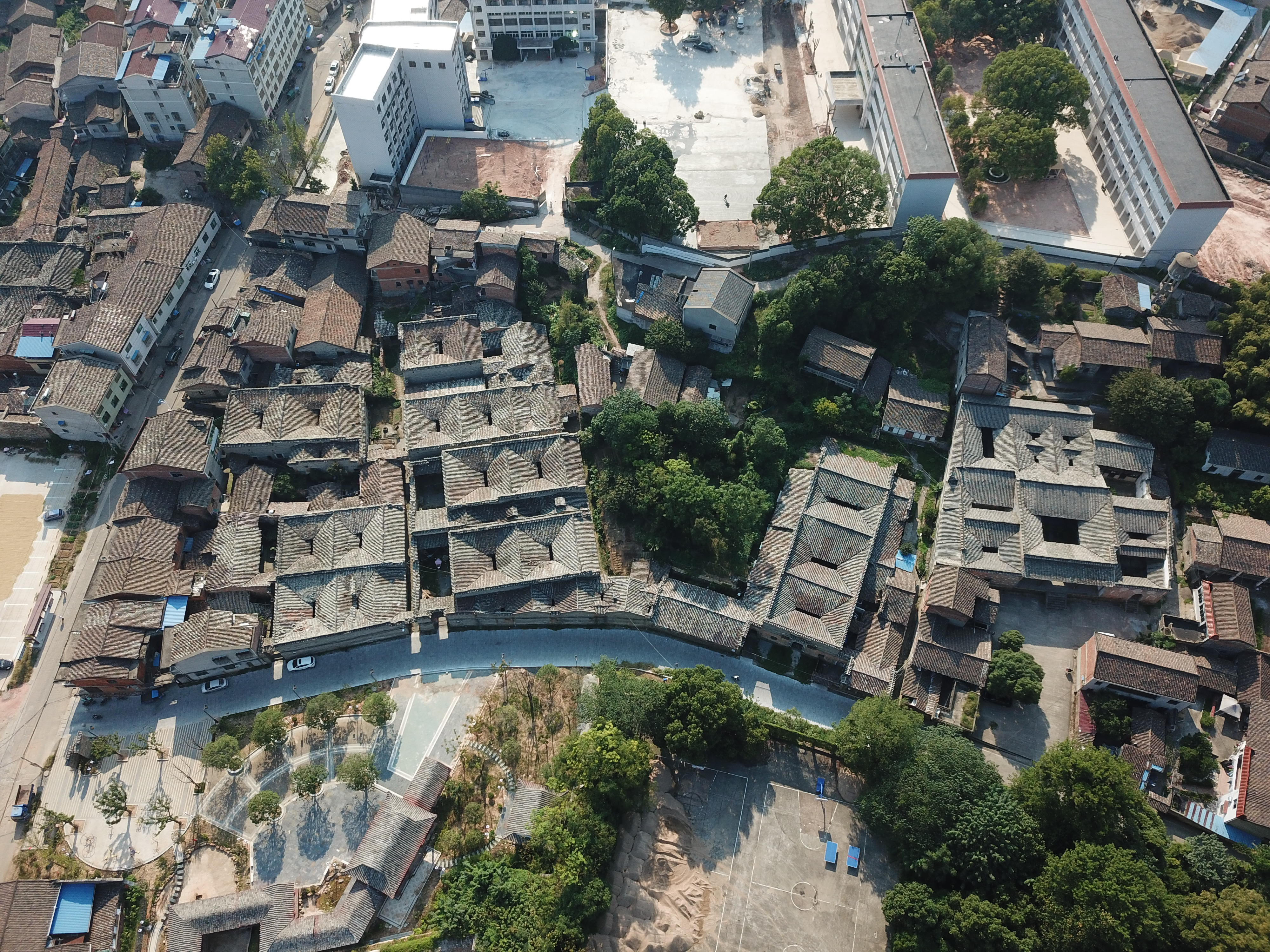
仰山书院及王氏宗祠、王家巷明清建筑群

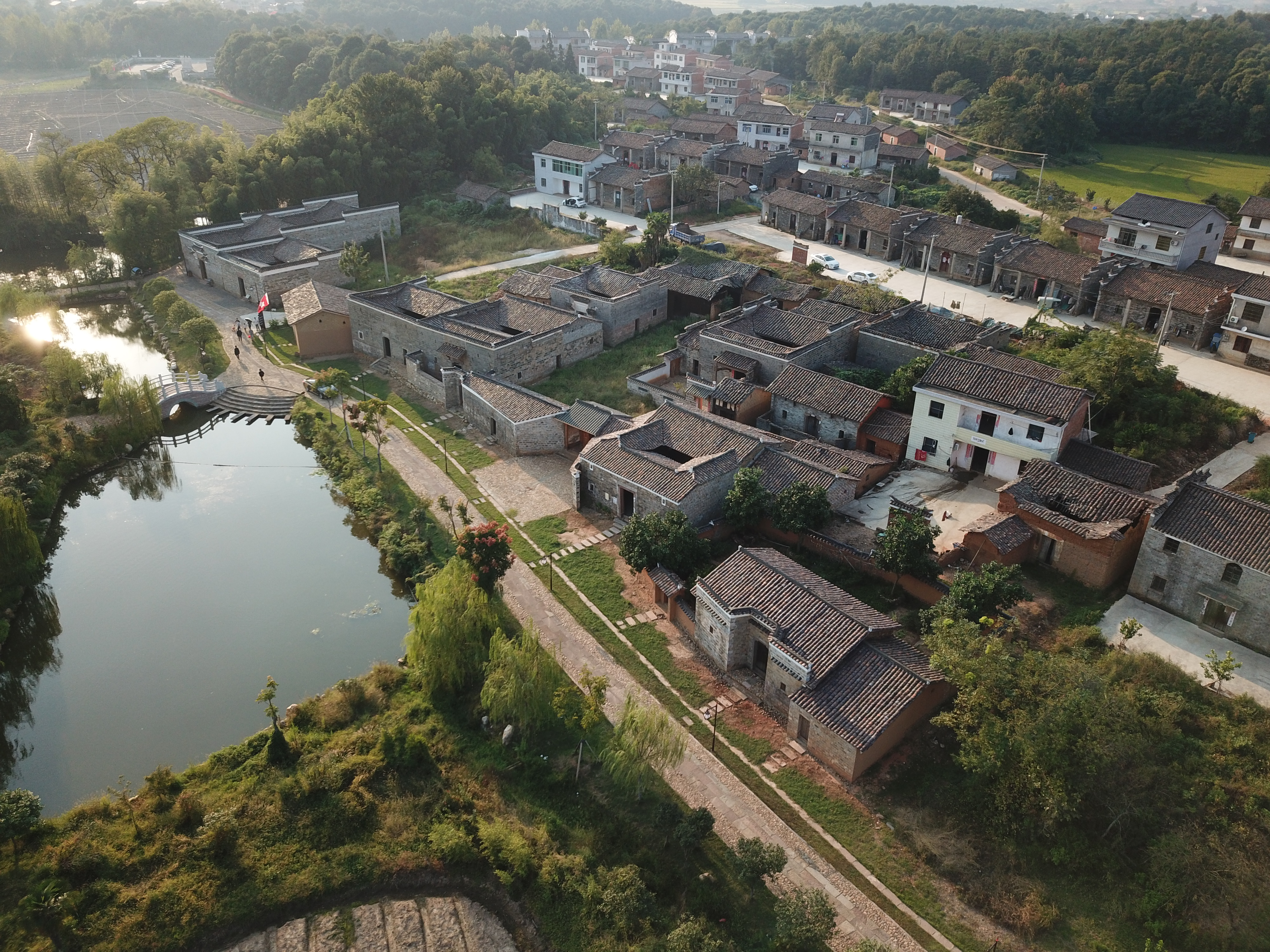
后龚村

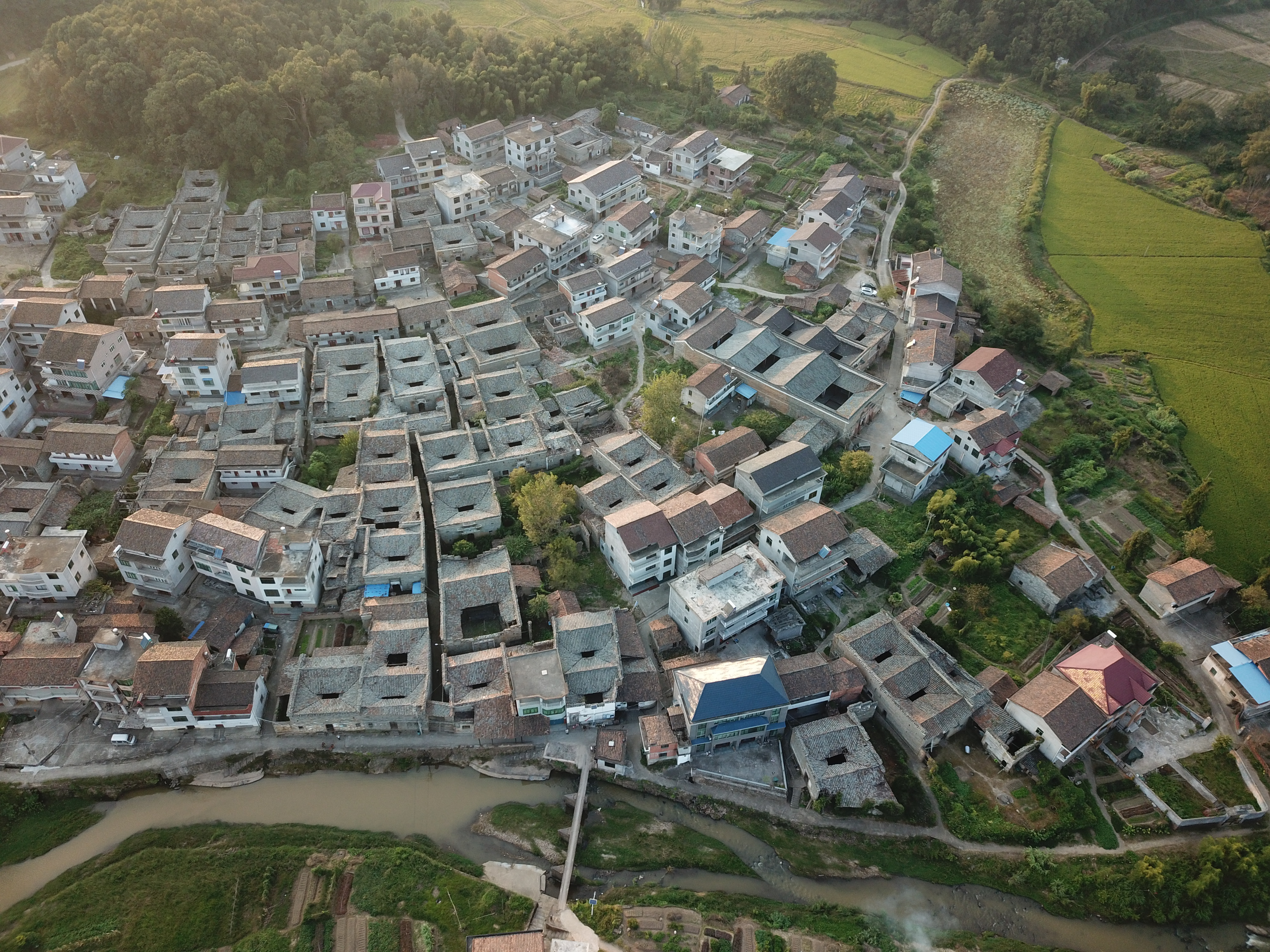
后车村

  - 翠云山，有马尾泉水库、翠云寺、马尾泉瀑布、罗汉洞等景点
- 浒湾镇及周边
  - 浒湾书铺街，明清木刻印刷业兴盛地，江西省重点文物保护单位
  - 佛教曹洞宗传教胜地疏山寺
  - 黄坊村和灵谷岭
  - 蒲塘村和铜峰古庙
- 陆九渊故里陆坊乡陆坊村
  - 陆象山墓
  - 青田万福桥
  - 高坊水库（白马湖）
  - 白马岭白马寺
  - 留云寺
  - 邓家牌坊
- 中国历史文化名村：双塘镇竹桥村、琉璃乡东源曾家村、合市镇游垫村、合市镇全坊村、琅琚镇疏口村、陈坊积乡岐山村、
- 其他古村：合市镇后林村、左坊镇肖家村、石门乡靖思村

### 历史文化街区
- 水门巷历史文化街区
- 王家巷历史文化街区
- 金溪街历史文化街区

## 特产
金溪黄栀子：中国地理标志产品。